# Hanne Köhler
Hanne Köhler (* 1958 in Miltenberg) ist eine deutsche evangelische Theologin. Sie wurde durch zahlreiche Publikationen von liturgischen Texten und zur Gottesdienstgestaltung bekannt sowie als Herausgeberin der Bibel in gerechter Sprache.

## Leben und Arbeitsschwerpunkte
Hanne Köhler wurde 1958 in Miltenberg geboren und wuchs in Hochheim am Main auf. Sie studierte von 1977 bis 1983 Evangelische Theologie an der Johannes Gutenberg-Universität Mainz sowie an der Ruprecht-Karls-Universität Heidelberg und war Stipendiatin des Evangelischen Studienwerkes Villigst. 1983 legte sie das Erste Theologische Examen bei der Evangelischen Kirche in Hessen und Nassau ab und setzte das Studium mit Hilfe eines Stipendiums des Ökumenischen Rates der Kirchen am United Theological Seminary in Dayton (Ohio)/USA fort. Nach dem Abschluss mit dem Master of Divinity 1984 folgte ein Lehrvikariat in Schwalbach am Taunus und das Zweite Theologische Examen 1986. Von 1987 bis 1991 war Hanne Köhler in einem Stadtteil von Neu-Isenburg als Gemeindepfarrerin tätig. Anschließend arbeitete sie von 1991 bis 2001 als Referentin für Gottesdienst in der Beratungsstelle für Gottesdienst und andere Gemeindeveranstaltungen (heute: Zentrum Verkündigung der EKHN) in Frankfurt am Main, in den letzten Jahren auch als deren Leiterin. In den Jahren 2001 bis 2006 war sie an der Evangelischen Akademie Arnoldshain für das Projekt Bibel in gerechter Sprache zuständig.
Hanne Köhler wurde bekannt als Autorin von liturgischen Texten und Gottesdienstentwürfen. Dabei geht es ihr darum, Tradition und Innovation zu verbinden. Besonders wichtig ist ihr eine zeitgemäße Sprache im Gottesdienst, die die Lebenswirklichkeit und die Erfahrungen von Menschen aufnimmt. Ihre liturgischen Texte und Anregungen werden nicht nur in den evangelischen Landeskirchen der EKD aufgegriffen, sondern auch in anderen, wie z. B. der römisch-katholischen Kirche oder der evangelisch-reformierten Kirchen in der Schweiz. Sie war von 2002 bis 2007 Mitherausgeberin der Zeitschrift für Gottesdienst und Predigt (ZGP).
Hanne Köhler ist ordinierte Pfarrerin der Evangelischen Kirche in Hessen und Nassau, verheiratet und Mutter von zwei Söhnen.

## Werke (Auswahl)
- mit Hildburg Wegener, Cordelia Kopsch (Hg.): Frauen fordern eine gerechte Sprache. Gütersloh 1990, ISBN 978-3-579-00484-6.
- mit Heidi Rosenstock: Du Gott, Freundin der Menschen. Neue Texte und Lieder für Andacht und Gottesdienst. Stuttgart 1991, 4. Aufl. 1998, ISBN 978-3-7831-1107-1.
- mit Ulrike Hofman: Bekannte und unbekannte Frauen in der Bibel – Material für Gruppenarbeit zum Jahr mit der Bibel (= Beratungsstelle für Gestaltung, Materialheft, 64). Frankfurt am Main 1992.
- mit Arbeitsgruppe Gottesdienst: Trauerfeier Beerdigung (= Beratungsstelle für Gestaltung, Materialheft. 67). Frankfurt am Main 1993.
- (Hg.): Gottesdienste und Feiern im Schuljahr (= Beratungsstelle für Gestaltung Materialheft 74), Frankfurt 1995.
- mit Arbeitsgruppe Gottesdienst: Zugänge zum Kirchenjahr: Advent bis Pfingsten (= Beratungsstelle für Gestaltung Materialheft, 77). Frankfurt am Main 1996.
- mit Ulrich Schwemer (Hg.): 27. Januar Tag des Gedenkens an die Opfer des Nationalsozialismus (= Beratungsstelle für Gestaltung. Hefte. Nr. 9). Frankfurt am Main 1996.
- mit Erhard Domay (Hg.): der gottesdienst. Liturgische Texte in gerechter Sprache, Band I: Der Gottesdienst. Gütersloh 1997 (auch als CD-Rom) ISBN 978-3-579-03066-1.
- mit Arbeitsgruppe Gottesdienst: Zugänge zum Kirchenjahr: Trinitatis bis Totensonntag (= Beratungsstelle für Gestaltung Materialheft. 83). Frankfurt am Main 1998.
- mit Erhard Domay (Hg.): der gottesdienst. Liturgische Texte in gerechter Sprache. Band II: Das Abendmahl/Die Kasualien. Gütersloh 1998 (auch als CD-Rom) ISBN 978-3-579-03067-8.
- mit Erhard Domay (Hg.): der gottesdienst. Liturgische Texte in gerechter Sprache. Band III: Die Psalmen. Gütersloh 1998 (auch als CD-Rom) ISBN 978-3-579-03068-5.
- mit Arbeitsgruppe Abendmahl: Brot des Lebens – Kelch des Heils (=n Beratungsstelle für Gestaltung Materialheft, 85). Frankfurt am Main 1999.
- mit Martin Benn (Hg.): Raum geben – Chancen für den Evangelischen Kirchenraum (= Beratungsstelle für Gestaltung Hefte. Nr. 12). Frankfurt am Main 1999.
- mit Erhard Domay (Hg.): der gottesdienst. Liturgische Texte in gerechter Sprache. Band IV: Die Lesungen. Gütersloh 2001 (auch als CD-Rom) ISBN 978-3-579-03069-2.
- mit Erhard Domay (Hg.): Werkbuch gerechte Sprache. Praxisentwürfe für Gemeindearbeit und Gottesdienst. Gütersloh 2003, ISBN 978-3-579-05513-8.
- mit Erhard Domay (Hg.): Gottesdienstbuch in gerechter Sprache. Gebete, Lesungen, Fürbitten und Segenssprüche für die Sonn- und Feiertage des Kirchenjahres. Gütersloh 2003, ISBN 978-3-579-05529-9.
- mit Erhard Domay (Hg.): Feste im Kirchenjahr. Gottesdienste und Erläuterungen zum Feiern in gerechter Sprache. Gütersloh 2004, ISBN 978-3-579-05544-2.
- Auf dem Weg zu einer Bibel in gerechter Sprache. In: Dudenredaktion und Gesellschaft für deutsche Sprache (Hg.), Reihe Thema Deutsch Bd. 5: Adam, Eva und die Sprache. Beiträge zur Geschlechterforschung. Mannheim / Leipzig / Wien / Zürich 2004, 361-373 ISBN 978-3-411-04211-1.
- mit Erhard Domay, Burkhard Jungcurt (Hg.): Singen von Deiner Gerechtigkeit. Das Gesangbuch in gerechter Sprache. Gütersloh 2005, ISBN 978-3-579-05510-7.
- mit Ulrike Bail, Frank Crüsemann, Marlene Crüsemann, Erhard Domay, Jürgen Ebach, Claudia Janssen, Helga Kuhlmann, Martin Leutzsch, Luise Schottroff (Hg.): Bibel in gerechter Sprache. Gütersloh 2006, 3. Auflage 2007 (auch als CD-Rom erhältlich) ISBN 978-3-579-05500-8.
- Gerechte Sprache als Kriterium von Bibelübersetzung. Von der Entstehung des Begriffes bis zur gegenwärtigen Praxis. Gütersloh 2012 (zugl. Univ. Paderborn, Diss., 2011).